# Otothyris juquiae
Otothyris juquiae är en fiskart som beskrevs av Garavello, Britski och Schaefer, 1998. Otothyris juquiae ingår i släktet Otothyris och familjen Loricariidae. Inga underarter finns listade i Catalogue of Life.